# Mikepércs
Mikepércs ist eine Gemeinde im Kreis Derecske im Osten von Ungarn. Durch den Ort führt die Hauptstraße 47 (E79). Mikepércs ist an die Bahnstrecke Debrecen–Nagykereki (MÁV Nr. 106) und an die Bahnstrecke Debrecen–Létavértes (MÁV Nr. 107) angeschlossen, der Betrieb der Strecke 107 wurde allerdings am 13. Dezember 2009 eingestellt.

## Geografie
Mikepércs grenzt an folgende Gemeinden:
| Ebes           | Debrecen                                    |            |
| Hajdúszoboszló | Kompassrose, die auf Nachbargemeinden zeigt |            |
|                | Sáránd                                      | Hajdúbagos |

## Geschichte
Die ersten Zeugnisse gehen auf die Zeit zwischen 324 und 337 und den Limes Sarmatiae (Csörsz-árok) zurück. Die türkische Besatzung hinterließ schwere Schäden, das Dorf wurde 1598 verlassen.

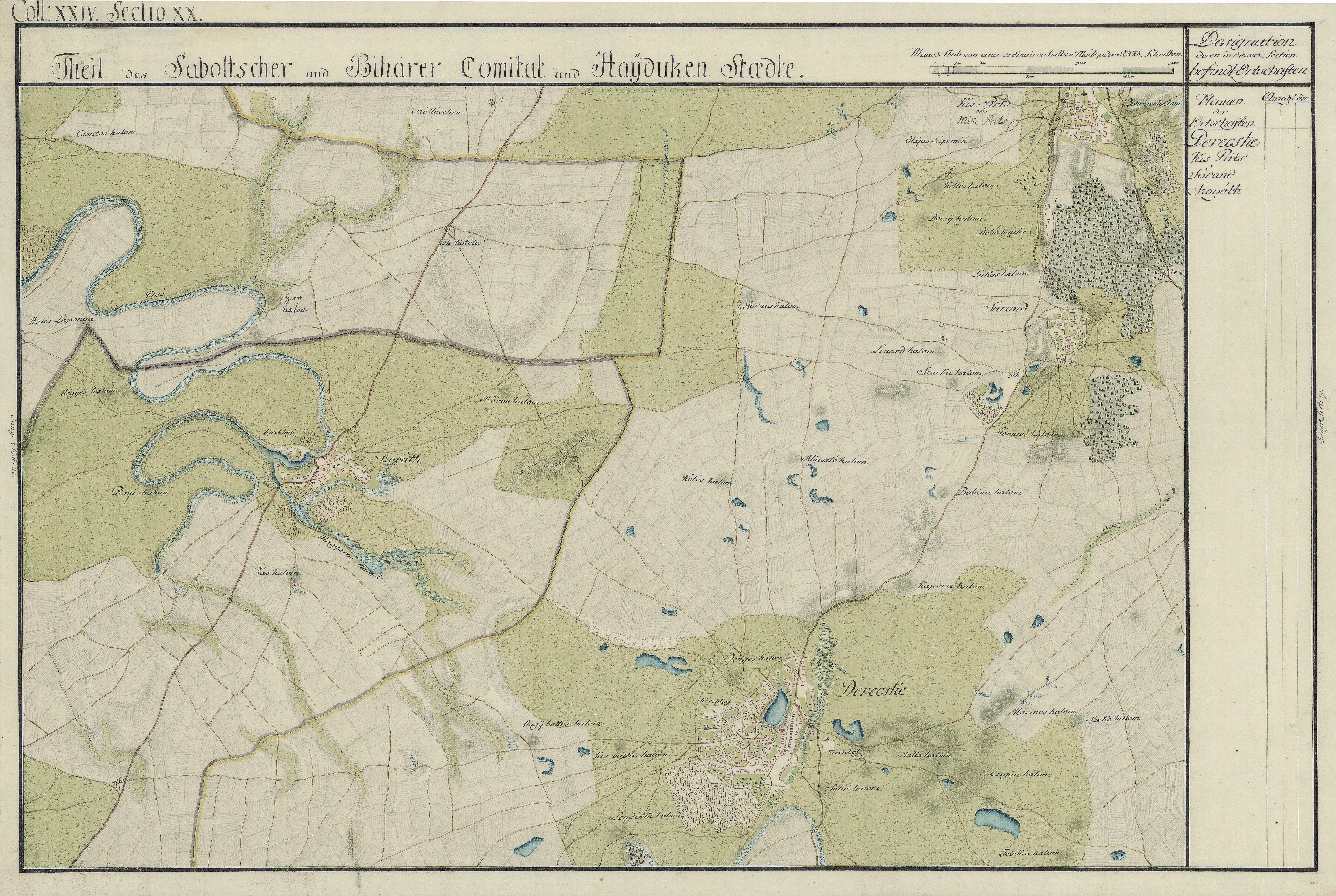
Kis Pirts (rechts oben) um 1782 (Aufnahmeblatt der Josephinischen Landesaufnahme)
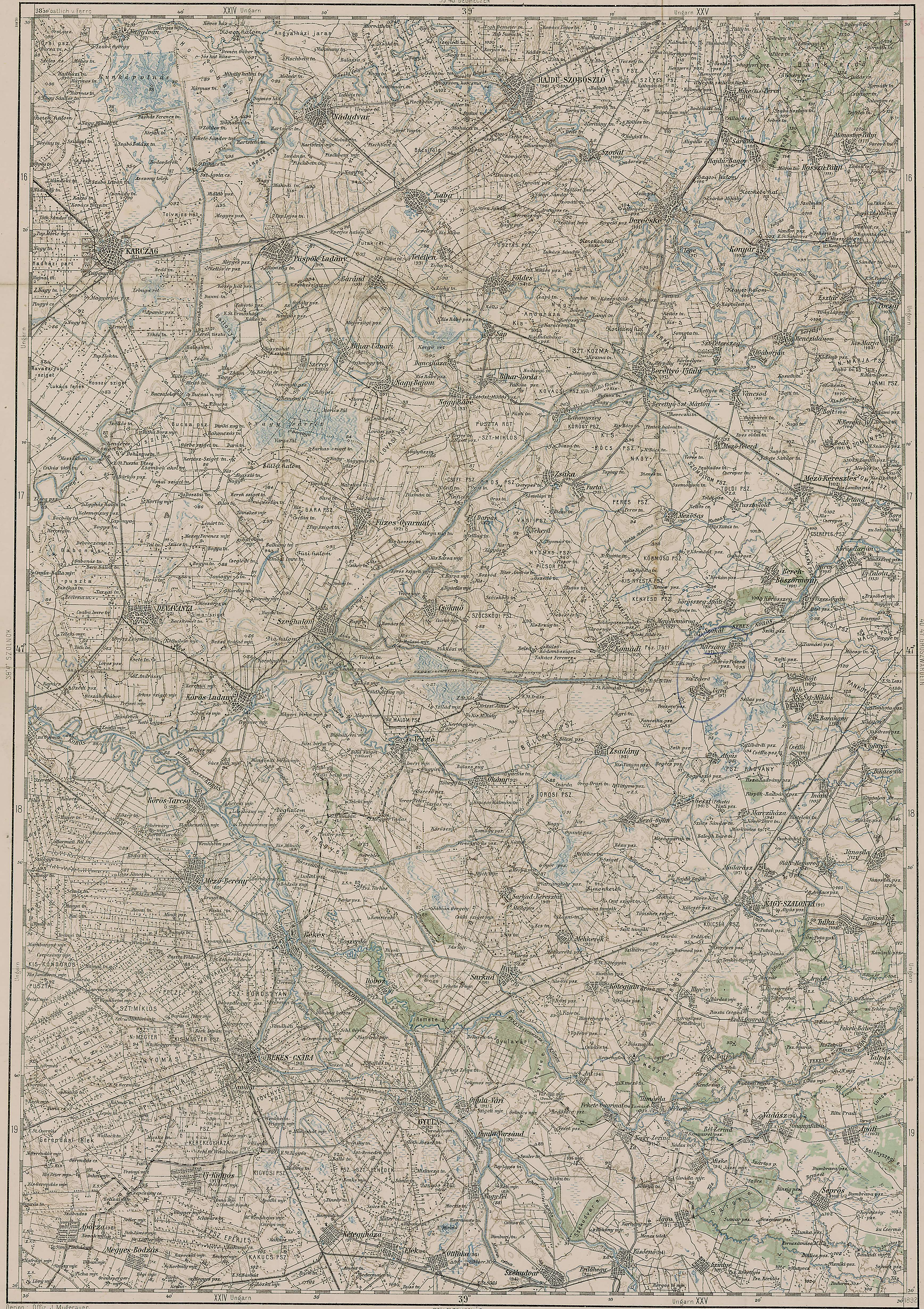
Mike (Kis) Pércs (N 47° 27'; O 39° 18') um 1892 (Aufnahmeblatt der Franzisco-Josephinischen Landesaufnahme)